# Ole Iversen
Ole Iversen (Sarpsborg, 21 de fevereiro de 1884 — Sarpsborg, 9 de março de 1953) foi um ginasta norueguês que competiu em provas de ginástica artística.
Iversen é o detentor de uma medalha olímpica, conquistada na edição britânica, os Jogos de Londres, em 1908. Na ocasião, competiu como ginasta na prova coletiva. Ao lado de outros 29 companheiros, conquistou a medalha de prata, após superar a nação da Finlândia e encerrar atrás da seleção sueca.